# Scylacosauridae
Los escilacosaúridos (Scylacosauridae) son una familia extinta de terápsidos que existieron durante el periodo Pérmico integrada por los géneros: Glanosuchus, Ictidosaurus y Scylacosaurus. Esta familia se encuentra entre los terocéfalos más basales. La familia fue nombrada por el paleontólogo sudafricano Robert Broom en 1903. Los escilacosáuridos tenían largos hocicos e inusuales dientes caninos que se asemejaban a sables.